# Andrew Brons
Andrew Brons (* 3. Juni 1947 in London) ist ein britischer Politiker (National Socialist Movement, British National Front, British National Party, British Democratic Party).

## Leben
Brons besuchte die Harrogate Grammar School und studierte Politikwissenschaften an der University of York, wo er 1970 graduierte. Brons war nach dem Ende seines Studiums von 1970 bis 2005 als Hochschullehrer am Harrogate College tätig.  Brons hat zwei Töchter.

## Politik
Seit 2009 ist Brons Abgeordneter im Europäischen Parlament. Brons ist Mitglied im Ausschuss für konstitutionelle Fragen und in der Delegation im Gemischten Parlamentarischen Ausschuss EU-Kroatien. Stellvertreter ist er im Ausschuss für bürgerliche Freiheiten, Justiz und Inneres.
Im Oktober 2012 trat Brons nach einem Führungsstreit mit Nick Griffin aus der BNP aus und gründete am 9. Februar 2013 die British Democratic Party (BDP).